# Ernst von Mendelssohn-Bartholdy
Ernst von Mendelssohn-Bartholdy (13 décembre 1846, Berlin - 24 décembre 1909, Dresde), est un banquier et homme politique allemand.

## Biographie
Fils de Paul Mendelssohn-Bartholdy (de) et d'Albertine Heine, neveu du compositeur Felix Mendelssohn et petit-fils d'Abraham Mendelssohn Bartholdy, il fit ses études à l'Université de Berlin.
Il rejoint la banque familiale Mendelssohn & Co., dont il devient associé en 1871, puis directeur en 1874.
Mendelssohn-Bartholdy est membre du Comité central de la Reichsbank et président du conseil de surveillance de la Berliner Kassenvereins.
Il était membre de la corporation des marchands de Berlin et de la Commission d'enquête de bourse.
En 1902, il est nommé par l'empereur Guillaume II membre de la Chambre des seigneurs de Prusse. Il était par ailleurs consul général du Danemark et conseiller privé (membre du Geheimer Rat), avec le traitement d'Excellence.